# SN 2011ix
SN 2011ix – supernowa typu II odkryta 31 lipca 2011 roku w galaktyce M+05-04-59. W momencie odkrycia miała maksymalną jasność 18,00m.